# هاري أبوت (مواليد 1895)
هاري أبوت (بالإنجليزية: Harry Abbott)‏؛ هو لاعب كرة قدم إنجليزي. يلعب كحارس مرمى.